# RCW 85
RCW 85 è una nebulosa a emissione visibile nella costellazione australe del Centauro.
Appare come una nube di forma allungata situata nella parte sudorientale della costellazione, nei pressi di HD 125158, una stella di magnitudine 5,23 posta poco a sud della linea congiungente Alfa Centauri e Hadar. Data la sua declinazione fortemente australe, la sua osservazione è possibile solo dalle regioni dell'emisfero australe terrestre e da quelle tropicali dell'emisfero boreale; dall'emisfero sud appare circumpolare fino alle latitudini subtropicali. Il periodo più indicato per la sua osservazione nel cielo serale va da marzo a settembre.
Si tratta di una regione H II situata sul bordo esterno del Braccio del Sagittario alla distanza di circa 1500 parsec (4900 anni luce); secondo alcuni studi, le principali fonti della sua ionizzazione sarebbero due stelle di grande massa, la stella blu HD 125206 di classe spettrale O9.5V e la stella azzurra CPD -60 5295, di classe B1.5V. La nube ospita alcuni processi di formazione stellare, testimoniati dalla presenza della sorgente di radiazione infrarossa IRAS 14159-6111 e dal massiccio ammasso aperto Loden 1256, che assieme al denso globulo oscuro FeSt 2-179 costituiscono un'unica regione. Secondo uno studio del 2003, a RCW 85 sarebbe associato anche il gruppo stellare [DBS2003] 88, costituito da alcune componenti fortemente oscurate che emettono radiazione infrarossa; il medesimo studio indica tuttavia per il complesso nebuloso una distanza pari a 1200 parsec (3900 anni luce), leggermente inferiore a quanto riportato nella maggior parte delle pubblicazioni.
Questa nube e la vicina RCW 83 sarebbero parte di un esteso complesso nebuloso situato ad est della brillante associazione Centaurus OB1, una grande associazione OB posta a pari distanza dalla nube che conta oltre una ventina di stelle giovani e massicce delle prime classi spettrali e due stelle di Wolf-Rayet.